# تدبير رعاية المسنين
تدبير رعاية المسنين هي عملية تخطيط وتنسيق رعاية المسنين وغيرهم ممن يعانون من إعاقات جسدية و/أو عقلية لتلبية احتياجاتهم من الرعاية طويلة الأمد، وتحسين نوعية حياتهم، والحفاظ على استقلاليتهم لأطول فترة ممكنة. ويستلزم العمل مع الأشخاص المسنين وأسرهم في إدارة وتقديم وإحالة أنواع مختلفة من خدمات الرعاية الصحية والاجتماعية. يحقق مديرو رعاية المسنين هذا من خلال الجمع بين المعرفة العملية بالصحة وعلم النفس والتنمية البشرية وديناميكيات الأسرة والموارد العامة والخاصة بالإضافة إلى مصادر التمويل مع الدفاع عن عملائهم طوال سلسلة الرعاية المستمرة. على سبيل المثال، قد يساعدون أسر كبار السن وغيرهم ممن لديهم احتياجات مزمنة مثل أولئك الذين يعانون من مرض آلزهايمر أو أحد أنواع الخرف الأخرى.

## نظرة عامة
تدمج إدارة رعاية المسنين الرعاية الصحية والرعاية النفسية مع الخدمات الأخرى المطلوبة مثل: الإسكان وخدمات الرعاية المنزلية، وخدمات التغذية، والمساعدة في أنشطة الحياة اليومية، وبرامج التنشئة الاجتماعية، بالإضافة إلى التخطيط المالي والقانوني (مثل البنوك، والصناديق الاستئمانية). توضع خطة رعاية مصممة لظروف معينة بعد إجراء تقييم شامل، وتُراقب وتُعدّل باستمرار حسب الحاجة. التقييم الشامل لرعاية المسنين هو تقييم عميق وشامل/كامل ويمكن أن يستغرق مدة تتراوح من 2 إلى 5 ساعات، ويقسم إلى زيارتين أو ثلاث زيارات تقييمية مع المريض وأفراد الأسرة. التقييم الشامل هو في الواقع مجموعة من التقييمات الفردية الأصغر، إذ يكون في البداية تقييمًا أوليًا يتضمن بيانات النمط الديموغرافي بالإضافة إلى التاريخ الصحي والتاريخ الاجتماعي والتاريخ القانوني/المالي. من ثم يُقيّم الملف الشخصي للأدوية، بالإضافة إلى تقييم الـ ADLs (أنشطة الحياة اليومية) والـ IADLs (الأنشطة الأدواتية للحياة اليومية). وتقييمات أخرى قد تشمل تقييم مخاطر السقوط، وتقييم سلامة المنزل، وتقييم التغذية، وتقييم الاكتئاب، وتقييم الألم، واختبار الحالة العقلية المصغرة، واختبار رسم ساعة مينيكوغ (التقييم المعرفي)، وتقييم التوازن، وتقييم المشي(القدرة على المشي). إذا أُجري التقييم الشامل لإدارة رعاية المسنين من قبل ممرضة مسجلة، فيمكن تضمين التقييم البدني معه، مثل المؤشرات الحيوية كدرجة الحرارة والنبض والتنفس وضغط الدم ودرجة الإشباع بالأكسجين وأحيانًا اختبارات مرض السكري مثل FBS أو RBS (سواء المأخوذة بعد الصيام أو قيم سكر الدم العشوائية). وتُجرى أيضًا تقييمات بدنية في مجالات مثل أمراض القلب والرئة والجهاز الهضمي والعضلات الهيكلية والجهاز البولي التناسلي والعينين، والأذنين، والأنف والحنجرة، وفحص الأطراف السفلية وتقييم الأعصاب المعدل وتقييم الامتثال للأدوية.

## مديري رعاية الشيخوخة
عادةً ما يتلقى مديرو رعاية المسنين تدريبًا مسبقًا في التمريض أو العمل الاجتماعي أو طب الشيخوخة أو مجالات الخدمات الصحية الأخرى. من المتوقع أن يكون لديهم معرفة واسعة حول تكاليف ونوعية وتوافر الخدمات في مجتمعاتهم. قد يحصلون في بعض البلدان والولايات القضائية على شهادة من جمعيات مهنية مختلفة، مثل الرابطة الوطنية لمديري رعاية المسنين المهنية في الولايات المتحدة.
يساعد مديرو الرعاية المهنية الأفراد والأسر ومقدمي الرعاية الآخرين على التكيف ومواجهة تحديات الشيخوخة أو الإعاقة من خلال:
- إجراء تقييمات التخطيط للرعاية لتحديد الاحتياجات والمشاكل والأهلية للحصول على المساعدة.
- فحص وترتيب ومراقبة المساعدة داخل المنزل والخدمات الأخرى.
- مراجعة القضايا المالية أو القانونية أو الطبية.
- تقديم الإحالات إلى المتخصصين لتجنب المشاكل المستقبلية والحفاظ على الممتلكات.
- توفير التدخل في حال حدوث الأزمات.
- العمل كحلقة وصل للعائلات البعيدة.
- التأكد من أن الأمور تسير على ما يرام وتنبيه الأسر بالمشاكل.
- المساعدة في نقل عملائهم من أو إلى مساكن الرعاية الدائمة، أو مرافق إعادة التأهيل، أو دار التمريض.
- توفير التعليم والتأييد للعملاء والأسرة.
- تقديم المشورة والدعم.